# Modisimus solus
Modisimus solus là một loài nhện trong họ Pholcidae. Loài này có ở quần đảo Galapagos.